# Beaulieu (métro de Bruxelles)
Pour les articles homonymes, voir Beaulieu.
Beaulieu est une station de la ligne 5 du métro de Bruxelles située à Bruxelles, sur la commune d'Auderghem.

## Situation
La station se situe en surface entre les deux sens de l'autoroute E411, surplombée par l'avenue Jules Cockx. En direction de Delta, la voie plonge dans un tunnel.
Elle est située entre les stations Delta et Demey sur la ligne 5.

## Histoire
Cette station fut construite dans les années 1970 en même temps que le début de l'autoroute de Namur E411.

## Service aux voyageurs

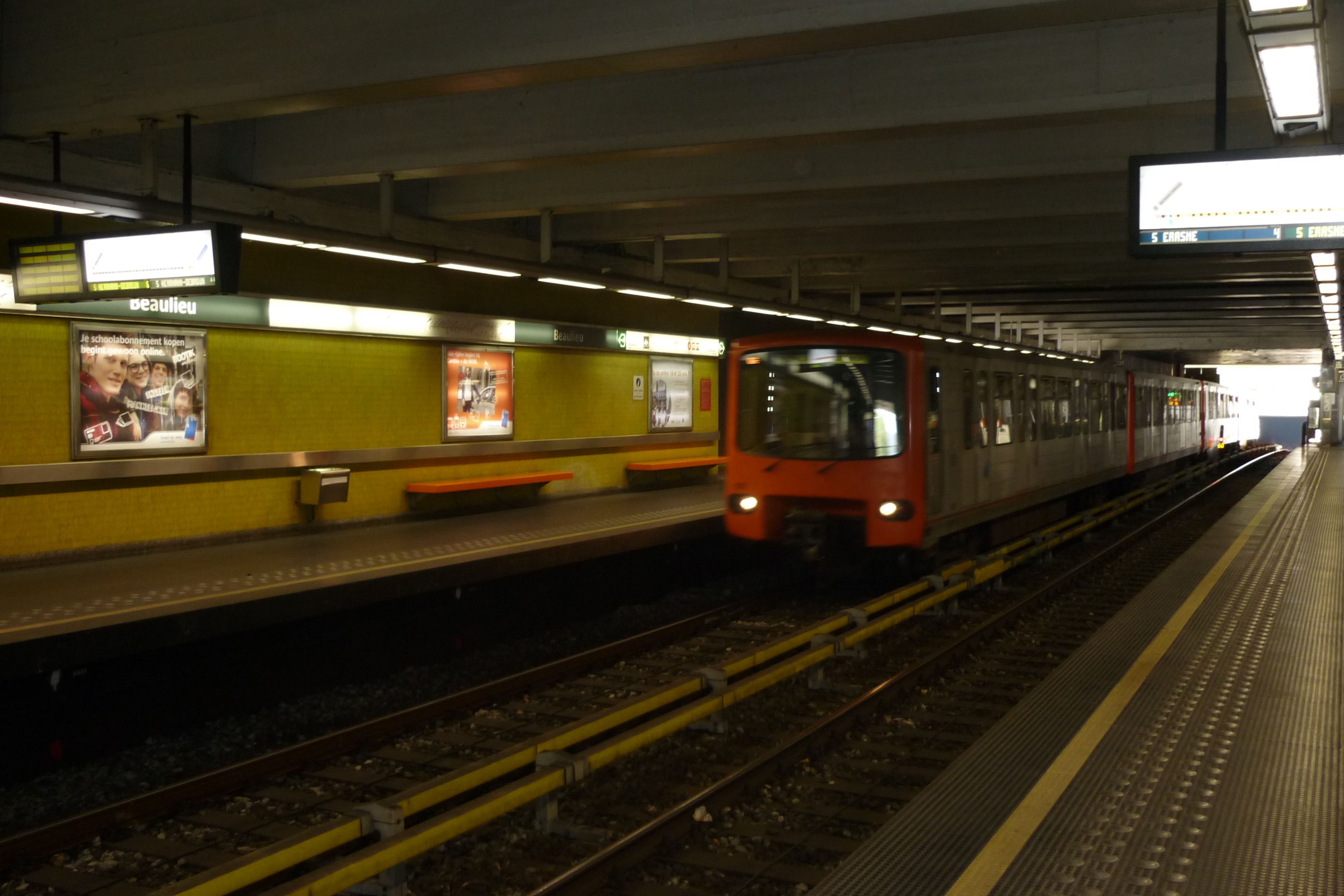
Intérieur de la station (2012)

### Accès
La station compte cinq accès donnant sur l'avenue Jules Cockx :
- Accès no 1 : situé au milieu de la dalle surplombant la station (équipé d'un ascenseur) ;
- Accès nos 2 et 5 : situé côté ouest de la station (équipé chacun d'un escalator) ;
- Accès nos 3 et 4 : situé côté est de la station (équipé chacun d'un escalator).

### Quais
La station est de conception classique avec deux voies encadrées par deux quais latéraux.

### Intermodalité
La station est desservie par les lignes 17 et 71 des autobus de Bruxelles.

## À proximité
- Site Beaulieu de la Commission européenne.
- École japonaise